# Bandera de Llanera
La bandera de Llanera (Asturias), es rectangular de dimensiones 2:3. Su único color es el blanco, con el escudo del concejo centrado, y con el nombre del concejo "LLANERA" escrito justo debajo del escudo.
- Datos: Q5718634